# Abdulláh al-Hiláli
Abdulláh al-Hiláli (Nahal, 1970. szeptember 1. –) ománi nemzetközi labdarúgó-játékvezető. Polgári foglalkozása hivatásos katona. Teljes neve Abdulláh Mohammed Maszúd al-Hiláli.

## Pályafutása
Játékvezetőként Nahalban vizsgázott. Vizsgáját követően az Al Batinah Region Labdarúgó-szövetsége által üzemeltetett labdarúgó bajnokságokban kezdte sportszolgálatát. Az Ománi labdarúgó-szövetség Játékvezető Bizottsága (JB) minősítésével az 1. Liga bírója. Küldési gyakorlat szerint rendszeres 4. bírói szolgálatot is végzett. A nemzeti játékvezetéstől 2015-ben visszavonult.

### Nemzetközi játékvezetés
Az Ománi labdarúgó-szövetség JB terjesztette fel nemzetközi játékvezetőnek, a Nemzetközi Labdarúgó-szövetség (FIFA) 2002-től tartotta nyilván bírói keretében. A FIFA JB központi nyelvei közül az angolt beszéli. AFC JB besorolás szerint az első ománi elit kategóriás bíró. Több nemzetek közötti válogatott, valamint az AFC-bajnokok ligája klubmérkőzéseken tevékenykedett. A nemzetközi játékvezetéstől 2015-ben a FIFA JB 45 éves korhatárát elérve búcsúzott.

#### Labdarúgó-világbajnokság
A 2010-es labdarúgó-világbajnokságon, a 2014-es labdarúgó-világbajnokságon a FIFA JB bíróként alkalmazta. Selejtező mérkőzéseket az AFC zónában vezetett. 2008-ban a FIFA JB bejelentette, hogy a dél-afrikai labdarúgó-világbajnokság 54 lehetséges játékvezetőjének átmeneti listájára jelölte. Az első rostát követő 38-as, szűkítette keretben már nem szerepelt.

##### 2010-es labdarúgó-világbajnokság
| Időpont            | Helyszín                                    | Mérkőzés típusa                | Mérkőzés                                     | Eredmény | Nézők száma |
| ------------------ | ------------------------------------------- | ------------------------------ | -------------------------------------------- | -------- | ----------- |
| 2007. október 8.   | Bangabandhu Stadion, Dakka                  | előselejtező (csoportba jutás) | Banglades–Tádzsikisztán                      | 1 – 1    | 700         |
| 2007. november 18. | Saparmurat Stadion, Ashgabat                | előselejtező (1. kör)          | Türkmenisztán–Hong Kong                      | 3 – 0    | 30 000      |
| 2008. február 6.   | Camille Chamoun Sports City Stadion, Bejrut | előselejtező (2. kör)          | Libanon–Üzbegisztán                          | 0 – 1    | 800         |
| 2008. június 8.    | Thamir Stadion, Al Salmiya                  | előselejtező (2. kör)          | Kuvait–Szíria                                | 4 – 2    | 10 000      |
| 2008. október 15.  | Azadi Stadion, Teherán                      | előselejtező (3. kör)          | Irán–Észak-Korea                             | 2 – 1    | 60 000      |
| 2009. április 1.   | Világbajnoki Stadion, Szöul                 | előselejtező (3. kör)          | Dél-Korea– Észak-koreai labdarúgó-válogatott | 1 – 0    | 48 000      |
| 2009. június 10.   | Nemzeti Stadion, Sydney                     | előselejtező (3. kör)          | Ausztrália–Bahrein                           | 2 – 0    | 39 540      |

##### 2014-es labdarúgó-világbajnokság
| Időpont            | Helyszín                                    | Mérkőzés típusa       | Mérkőzés                                                 | Eredmény | Nézők száma |
| ------------------ | ------------------------------------------- | --------------------- | -------------------------------------------------------- | -------- | ----------- |
| 2011. november 15. | Marcel Saupin Stadion, Kuvaitváros          | előselejtező (2. kör) | Kuvaiti labdarúgó-válogatott–Egyesült Arab Emirségek     | 2 – 1    | 10 000      |
| 2012. február 29.  | Grand Hamad Stadion, Doha                   | előselejtező (2. kör) | Irak–Szingapúr                                           | 7 – 1    | 950         |
| 2012. június 8.    | Camille Chamoun Sports City Stadion, Bejrut | előselejtező (3. kör) | Libanoni labdarúgó-válogatott–Üzbég labdarúgó-válogatott | 1 – 1    | 13 000      |

#### 2018-as labdarúgó-világbajnokság
| Időpont           | Helyszín                  | Mérkőzés típusa           | Mérkőzés               | Eredmény | Nézők száma |
| ----------------- | ------------------------- | ------------------------- | ---------------------- | -------- | ----------- |
| 2015. október 13. | Nemzetközi Stadion, Ammán | előselejtező (B. csoport) | Jordánia–Tádzsikisztán | 3 – 0    | 15 000      |

#### Ázsia-kupa
A 2007-es Ázsia-kupa, a 2011-es Ázsia-kupa, valamint a 2015-ös Ázsia-kupa labdarúgó tornákon az AFC JB bíróként foglalkoztatta.

##### 2007-es Ázsia Kupa
| Időpont            | Helyszín                          | Mérkőzés típusa           | Mérkőzés                                   | Eredmény | Nézők száma |
| ------------------ | --------------------------------- | ------------------------- | ------------------------------------------ | -------- | ----------- |
| 2006. március 1.   | King Abdullah Stadion, Ammán      | előselejtező (E. csoport) | Palesztina–Szingapúri labdarúgó-válogatott | 1 – 0    | 1 000       |
| 2006. november 15. | Al−Abbasiyyin Stadion, Damaszkusz | előselejtező (B. csoport) | Szíriai labdarúgó-válogatott–Tajvan        | 3 – 0    | 1 000       |

##### 2011-es Ázsia Kupa

###### Selejtező mérkőzés
| Időpont            | Helyszín                    | Mérkőzés típusa           | Mérkőzés                             | Eredmény | Nézők száma |
| ------------------ | --------------------------- | ------------------------- | ------------------------------------ | -------- | ----------- |
| 2009. január 28.   | Ali Muhesen Stadion, Sana'a | előselejtező (A. csoport) | Jemen–Hongkongi labdarúgó-válogatott | 1 – 0    | 10 000      |
| 2009. november 18. | Nemzetközi Stadion, Aleppó  | előselejtező (D. csoport) | Szíriai labdarúgó-válogatott–Vietnám | 0 – 0    | 19 000      |

###### Ázsia-kupa mérkőzés
| Időpont          | Helyszín                 | Mérkőzés típusa        | Mérkőzés                                                      | Eredmény | Nézők száma |
| ---------------- | ------------------------ | ---------------------- | ------------------------------------------------------------- | -------- | ----------- |
| 2011. január 10. | Al Gharafa Stadion, Doha | selejtező (C. csoport) | Dél-koreai labdarúgó-válogatott–Bahreini labdarúgó-válogatott | 2 – 1    | 4 967       |
| 2011. január 16. | Al Gharafa Stadion, Doha | selejtező (A. csoport) | Kína–Üzbég labdarúgó-válogatott                               | 2 – 2    | 3 529       |

##### 2015-ös Ázsia Kupa

###### Selejtező mérkőzés
| Időpont           | Helyszín                  | Mérkőzés típusa           | Mérkőzés                                | Eredmény | Nézők száma |
| ----------------- | ------------------------- | ------------------------- | --------------------------------------- | -------- | ----------- |
| 2013. március 22. | Nemzeti Stadion, Riffa    | előselejtező (D. csoport) | Bahreini labdarúgó-válogatott–Katar     | 1 – 0    | 1950        |
| 2013. október 15. | Nemzetközi Stadion, Amman | előselejtező (C. csoport) | Iraki labdarúgó-válogatott–Szaúd-Arábia | 0 – 2    | 12 000      |

###### Ázsia-kupa mérkőzés
| Időpont          | Helyszín                                 | Mérkőzés típusa           | Mérkőzés                                                             | Eredmény | Nézők száma |
| ---------------- | ---------------------------------------- | ------------------------- | -------------------------------------------------------------------- | -------- | ----------- |
| 2015. január 14. | Melbourne Rectangular Stadion, Melbourne | előselejtező (C. csoport) | Észak-koreai labdarúgó-válogatott–Szaúd-arábiai labdarúgó-válogatott | 1 – 4    | 12 349      |
| 2015. január 19. | Ausztrália Stadion, Sydney               | előselejtező (C. csoport) | Katari labdarúgó-válogatott–Bahreini labdarúgó-válogatott            | 1 – 2    | 4841        |

#### AFF Suzuki Kupa
Délkelet-Ázsiai kupa, illetve a 2012-es AFF-bajnokságon az AFC JB hivatalnokként foglalkoztatta.
| Időpont           | Helyszín                       | Mérkőzés típusa | Mérkőzés                                       | Eredmény |
| ----------------- | ------------------------------ | --------------- | ---------------------------------------------- | -------- |
| 2012. december 8. | Rizal Memorial Stadion, Manila | egyik elődöntő  | Fülöp-szigetek–Szingapúri labdarúgó-válogatott | 0 – 0    |

#### Gulf Kupa
| Időpont          | Helyszín                              | Mérkőzés típusa        | Mérkőzés                                                                      | Eredmény | Nézők száma |
| ---------------- | ------------------------------------- | ---------------------- | ----------------------------------------------------------------------------- | -------- | ----------- |
| 2013. január 12. | Khalifa Sports City Stadion, Isa Town | selejtező (B. csoport) | Iraki labdarúgó-válogatott–Jemeni labdarúgó-válogatott                        | 2 – 0    | 10 000      |
| 2013. január 15. | Nemzeti Stadion, Riffa                | egyik elődöntő         | Egyesült arab emírségekbeli labdarúgó-válogatott–Kuvaiti labdarúgó-válogatott | 1 – 0    | 30 000      |

#### Nyugat-ázsiai bajnokság
| Időpont            | Helyszín                           | Mérkőzés típusa           | Mérkőzés                                                         | Eredmény | Nézők száma |
| ------------------ | ---------------------------------- | ------------------------- | ---------------------------------------------------------------- | -------- | ----------- |
| 2013. december 28. | Abdullah bin Khalifa Stadion, Doha | előselejtező (C. csoport) | Palesztin labdarúgó-válogatott–Szaúd-arábiailabdarúgó-válogatott | 0 – 0    | 400         |
| 2014. január 4.    | Abdullah bin Khalifa Stadion, Doha | egyik elődöntő            | Katari labdarúgó-válogatott–Kuvaiti labdarúgó-válogatott         | 3 – 0    | 3400        |

#### Olimpiai játékok
A 2008. évi nyári olimpiai játékokon a FIFA JB bírói szolgálatra alkalmazta.
| Időpont             | Helyszín                     | Mérkőzés típusa              | Mérkőzés          | Eredmény | Nézők száma |
| ------------------- | ---------------------------- | ---------------------------- | ----------------- | -------- | ----------- |
| 2008. augusztus 10. | Városi Stadion, Csinhuangtao | csoportmérkőzés (D. csoport) | Kamerun–Honduras  | 1 – 0    | 28 657      |
| 2008. augusztus 13. | Munkás Stadion, Peking       | csoportmérkőzés (A csoport)  | Argentína–Szerbia | 2 – 0    | 53 668      |

#### Nemzetközi kupamérkőzések
Vezetett kupadöntők száma: 1.

##### Ázsia Kupa
| Időpont           | Helyszín                    | Mérkőzés típusa | Mérkőzés                                  | Eredmény | Nézők száma |
| ----------------- | --------------------------- | --------------- | ----------------------------------------- | -------- | ----------- |
| 2008. november 7. | Sports City Stadion, Beirut | döntő           | Safa SC (libanoni)–Al-Muharraq (bahreini) | 4 – 5    | 2 000       |